# Haus Lewin (Peter Behrens)

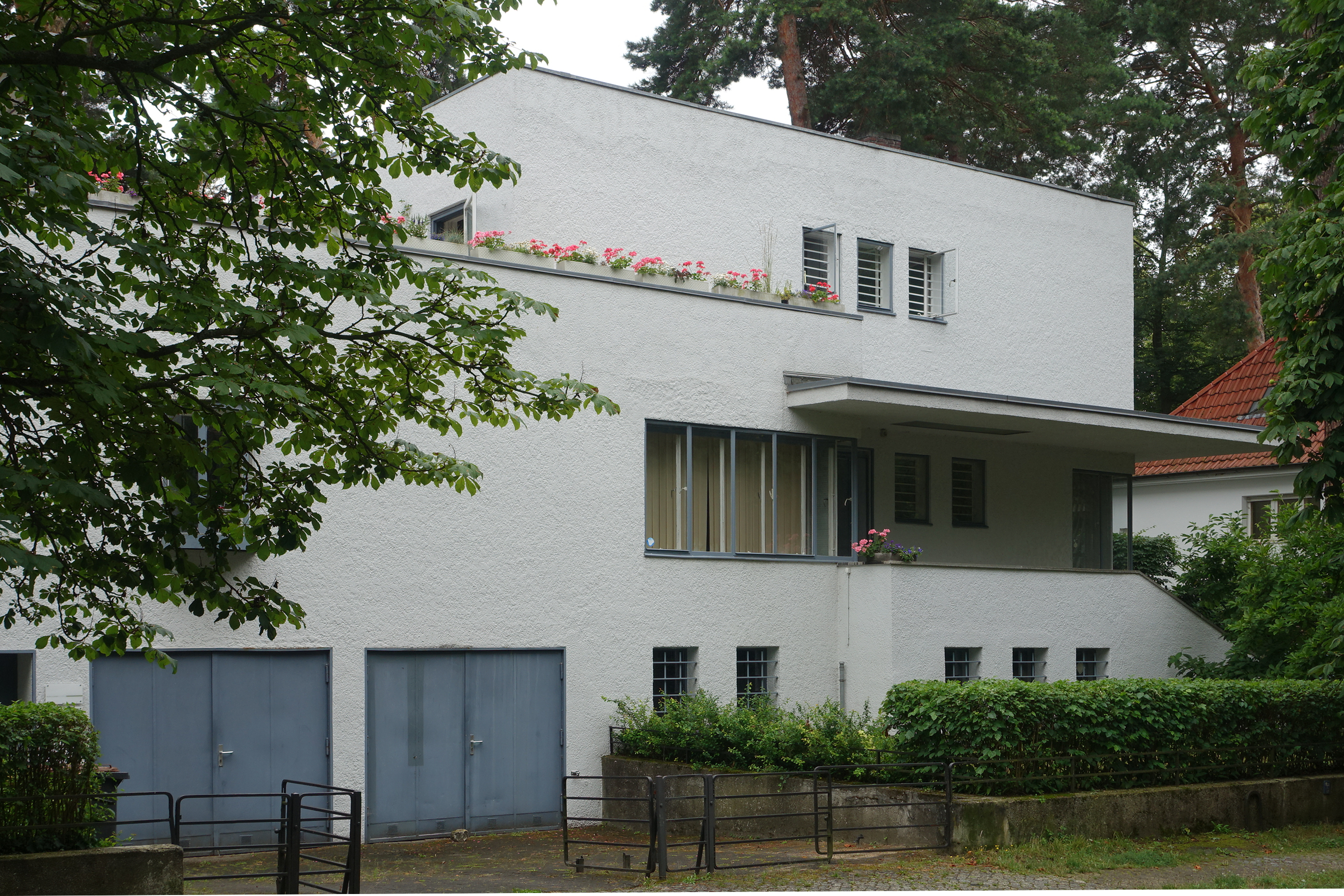
Straßenseitige Ansicht des Hauses Lewin

Das Haus Lewin ist ein Baudenkmal im Berliner Ortsteil Schlachtensee im Bezirk Steglitz-Zehlendorf.

## Geschichte
Das Haus wurde 1929/1930 nach einem Entwurf des Architekten Peter Behrens für den Psychologen Kurt Lewin und seine Ehefrau Gertrud errichtet. Kurt Lewin, seit 1927 Professor für Philosophie und Psychologie an der Berliner Universität, gehörte zu den bedeutendsten Sozial- und Kinderpsychologen seiner Zeit. Die Villa am Waldsängerpfad 3 – zur Bauzeit noch Dianastraße – gehört zu den wenigen Wohnbauten in Nikolassee, die nach den Prinzipien des Neuen Bauens entstanden.
Nach der Machtergreifung 1933 emigrierten die Lewins in die USA. Das Haus ging an den Schauspieler und Regisseur Fritz Wisten, der dort bis zu seinem Tod 1962 lebte. Wistens Frau Gertrud (Trude) und er boten im Haus verfolgten Jüdinnen und Juden zeitweise Zuflucht.

## Architektur
Das späte Werk von Peter Behrens verkörpert radikal die Formensprache des Neuen Bauens: ineinander verschränkte Kuben, flaches Dach, bündig eingesetzte Stahlfenster, klare Grundrisse und die funktionale Trennung von Hauptwohnung und Einliegerwohnung. Letztere ist über eine separate Haustür auf Straßenniveau erschlossen, während das Haupthaus über eine außenliegende Treppe zugänglich ist.
Behrens gestaltete auch den Garten, der mit original erhaltener Zaunanlage, Wegestruktur und Pflanzplanung die Idee des Bauens in Einklang mit der Natur umsetzt. Die Dachterrasse verbindet beide Wohnbereiche. Aufgrund eines Zerwürfnisses mit Behrens übertrug das Ehepaar Lewin die Innenausstattung an Marcel Breuer, der dem Interieur eine sachlich-funktionale Gestaltung verlieh. Breuer setzte seriengefertigte Stahlrohrmöbel und individuell entworfene Einbauten ein.

## Nutzung
Nach Fritz Wistens Tod blieb die Villa im Besitz seiner Familie. Von 2010 bis 2023 war dort das Architekturbüro Droste Architekten eingemietet. Das Haus befindet sich heute nahezu im Originalzustand mit vielen erhaltenen Details im Innern, darunter ein von Breuer entworfener Garderobenbereich und Parkettböden mit Patina.

## Denkmalschutz
Das Haus Lewin steht unter Denkmalschutz und ist in der Denkmaldatenbank des Landesdenkmalamts Berlin unter der Objekt-Dokumentationsnummer 09075288 registriert.